# فرد کلی (دونده)
فرد کلی (انگلیسی: Fred Kelly؛ ۱۲ سپتامبر ۱۸۹۱ – ۷ مه ۱۹۷۴) دونده اهل ایالات متحده آمریکا بود.
از افتخارات وی میتوان به کسب مدال طلا دو ۱۱۰ متر با مانع در بازی‌های المپیک تابستانی ۱۹۱۲ اشاره کرد.